# Frounzenskaïa (métro de Saint-Pétersbourg)
Pour les articles homonymes, voir Frounzenskaïa.
Frounzenskaïa (en russe : Фру́нзенская) est une station de la ligne 2 du métro. Elle est située dans le raïon de Amirauté à Saint-Pétersbourg en Russie.
Mise en service en 1961, elle est desservie par les rames de la ligne 2 du métro de Saint-Pétersbourg.

## Situation sur le réseau

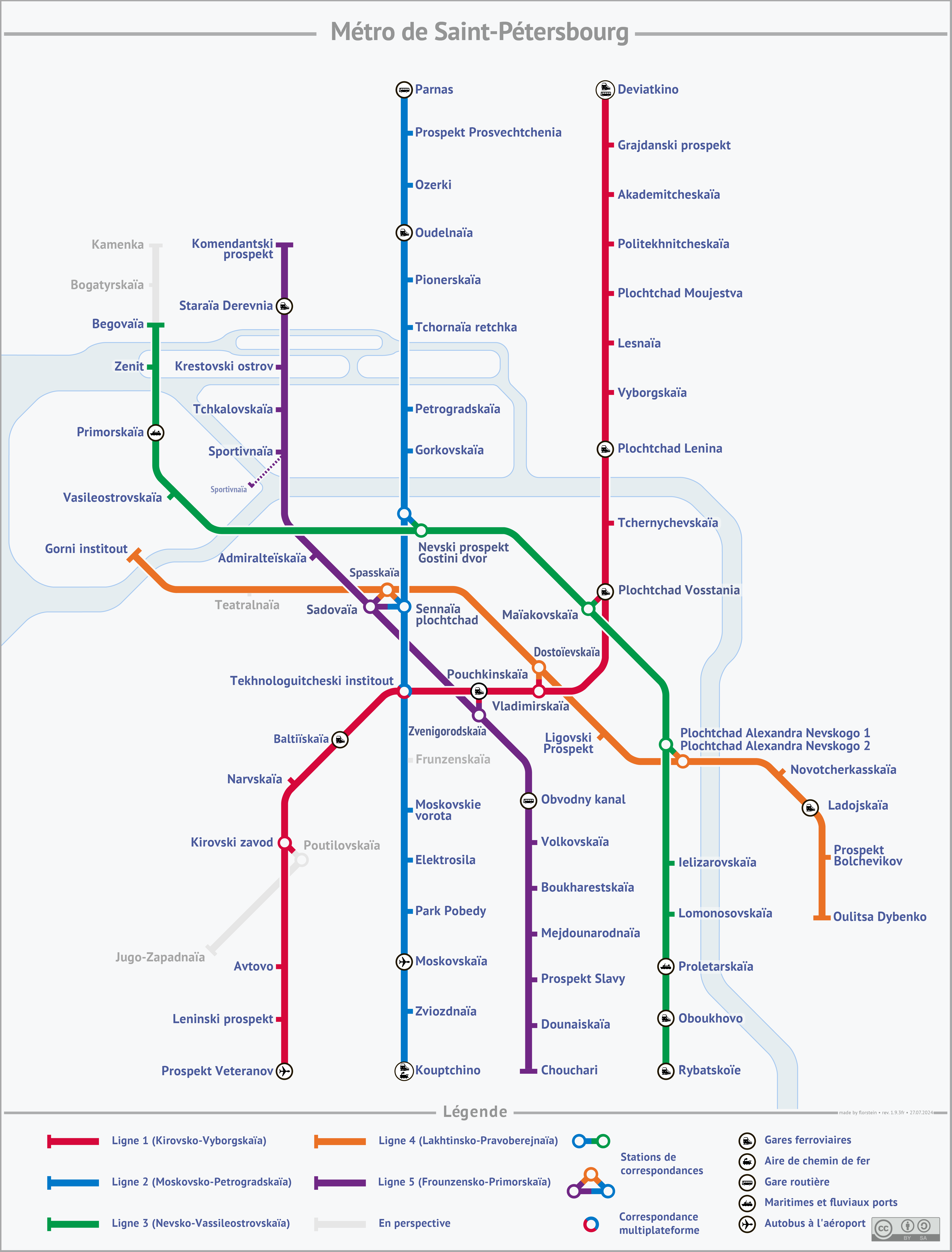
Plan du métro.

Établie en souterrain, à 39 mètres de profondeur, Frounzenskaïa est une station de passage de la ligne 2 du métro de Saint-Pétersbourg. Elle est située entre la station Tekhnologuitcheski institout, en direction du terminus nord Parnas, et la station Moskovskie Vorota, en direction du terminus sud Kouptchino.
La station dispose d'un quai central encadré par les deux voies de la ligne.

## Histoire
La station Frounzenskaïa est mise en service le 29 avril 1961, lors de l'ouverture à l'exploitation de la première section de la ligne de Tekhnologuitcheski institout à Park Pobedy. Elle doit son nom au dirigeant bolchevik Mikhaïl Frounze.

## Services aux voyageurs

### Accès et accueil
La station dispose d'un unique accès dans un bâtiment de surface avec un hall d'accueil, en relation avec le quai par un tunnel en pente équipé d'un triple escalier mécanique.

### Desserte
Frounzenskaïa desservie par les rames de la ligne 2 du métro de Saint-Pétersbourg.

Installations et desserte
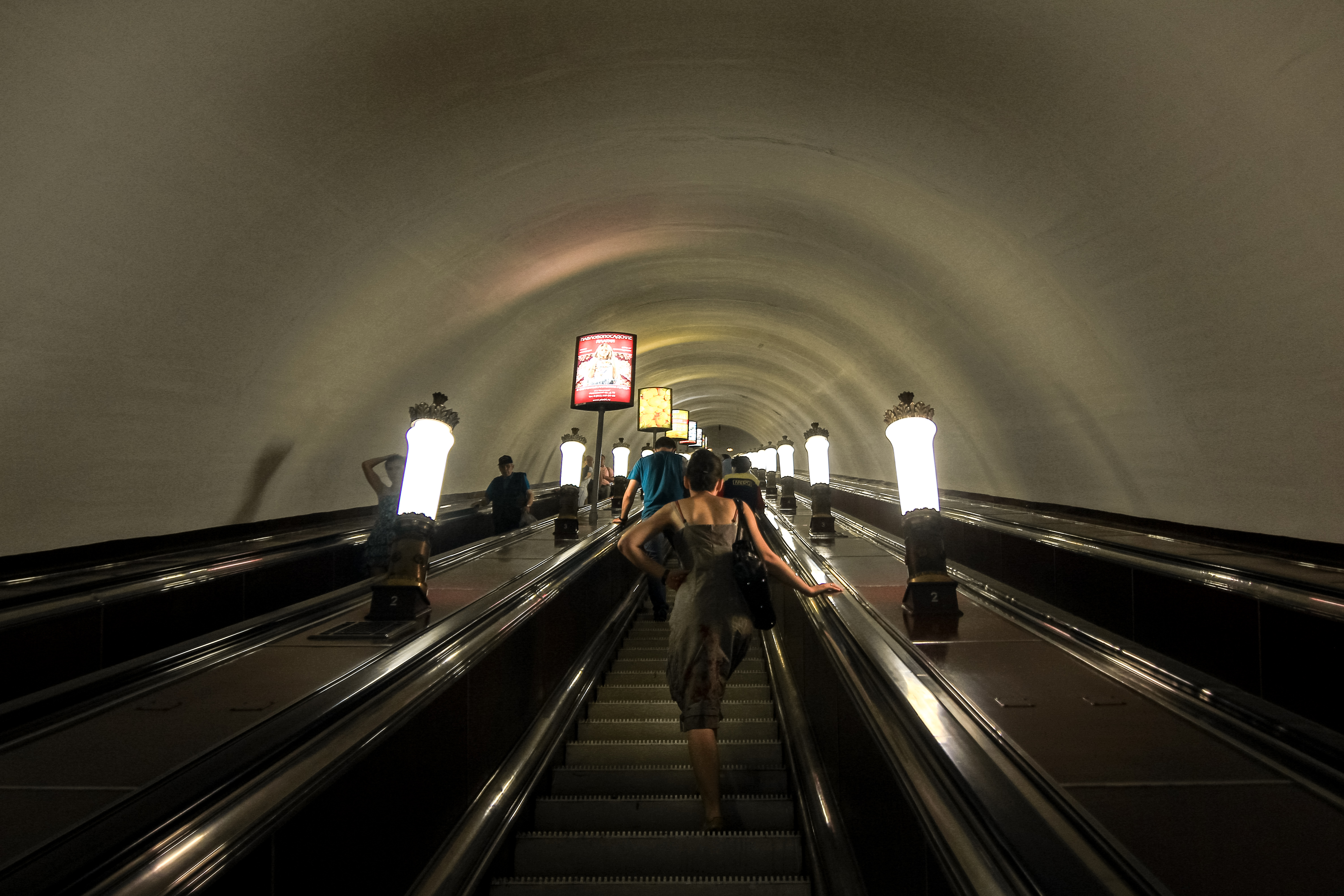
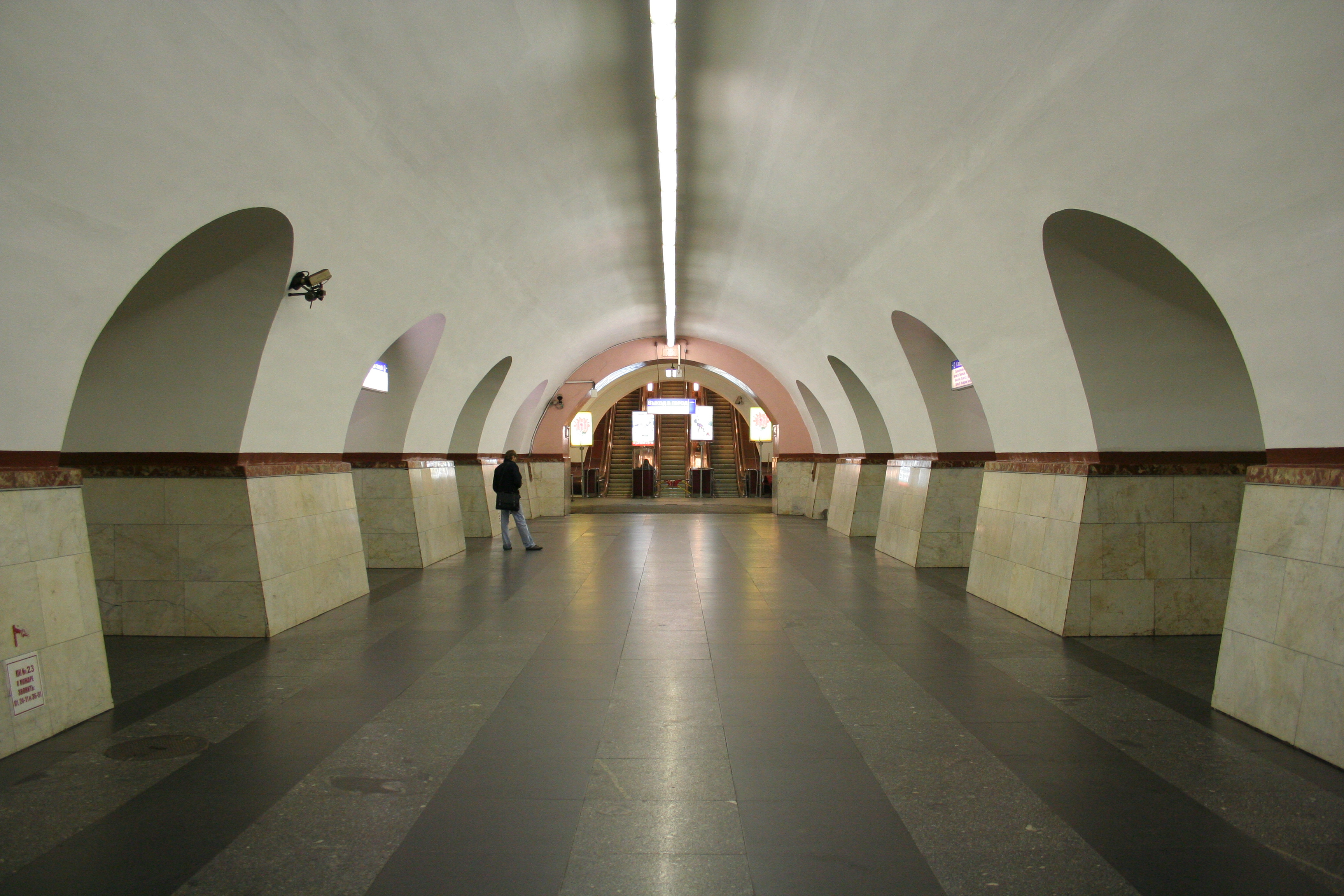
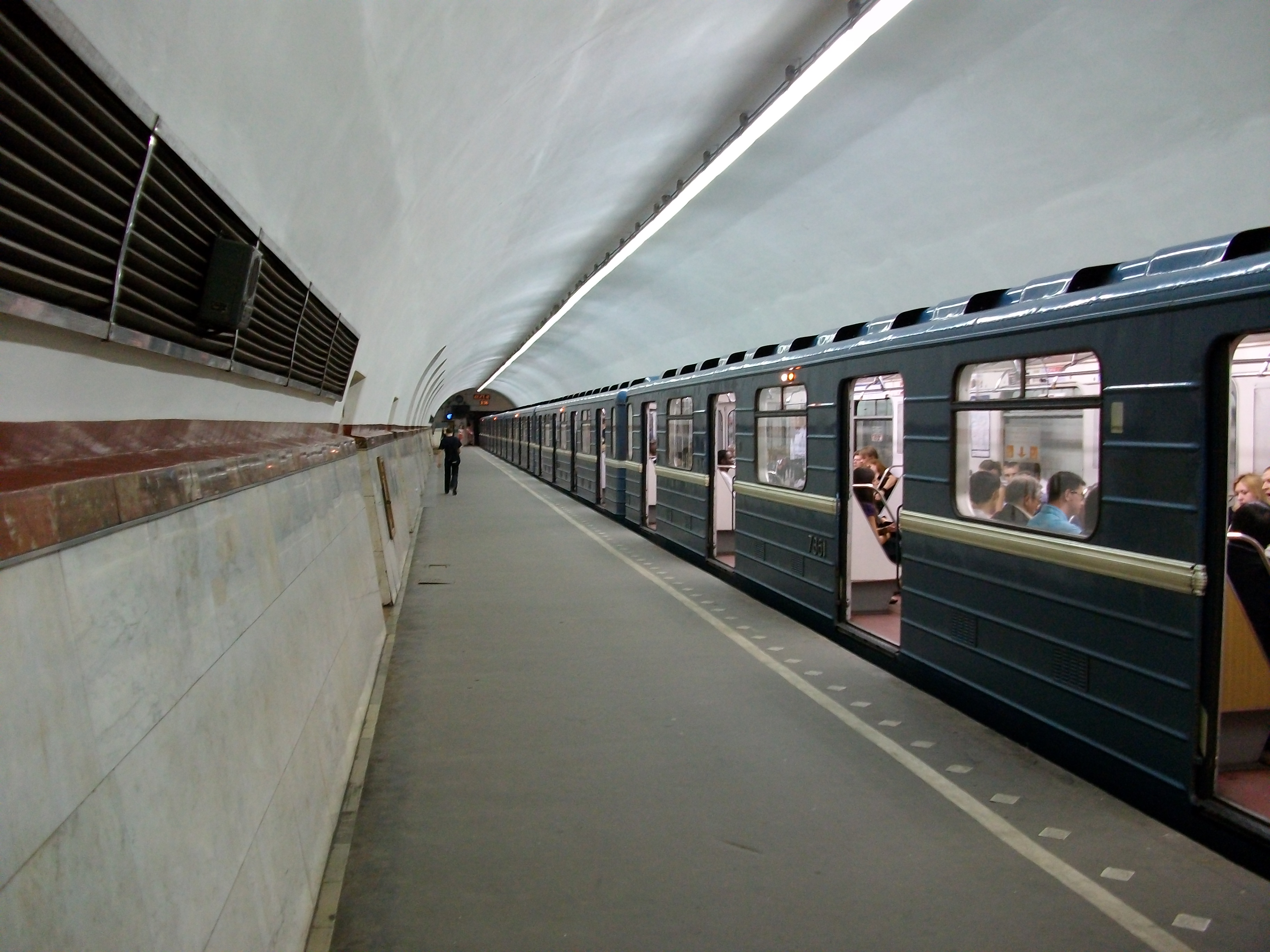

### Intermodalité
À proximité un arrêt de bus est desservi par la ligne 50.